# سنت الیزابت (میسوری)
سنت الیزابت (به انگلیسی: St. Elizabeth) یک روستا (ایالات متحده آمریکا) در ایالات متحده آمریکا است که در شهرستان میلر، میزوری واقع شده‌است.
 سنت الیزابت ۲٫۷۰ کیلومتر مربع مساحت و ۳۳۶ نفر جمعیت دارد و ۲۴۹ متر بالاتر از سطح دریا واقع شده‌است.